# マーティン・ソレル
マーティン・ソレル（英: Sir Martin Sorrell、1945年2月14日- ）はイギリスの実業家。世界有数の広告代理店であるWPPグループの創業者であり、長らくCEOを務めていたが、2018年4月14日に辞任。

## 来歴
1945年にロンドンのユダヤ人の家庭に生まれた。ハーバード大学でMBAを取得したのち、1975年にサーチ&サーチ社に入社。1977年から1984年まで、同社の財務を担当した。1985年、ワイヤー&プラスチック社（WPPグループ）の株式を取得、1986年には同社の代表取締役に就任した。
その後1987年にJWT、1989年にはオグルヴィグループに敵対的買収を仕掛けた。2000年以降には、ヤング・アンド・ルビカム社も買収した。1997年、外務英連邦省より英国産業大使に任命され、様々な執務を行った。
1998年にはハーバード・ビジネス・スクールとインド商科大学院の理事に就任。同年より、WPPと資本業務提携した日本の広告代理店アサツー ディ・ケイの取締役を務めた。2007年、ハーバード・ビジネス・スクール最高の栄誉であるAlumni Achievement Awardを授与された。